# Афабет
Аф-Абед (тигринья ኣፍዓበት, англ. Afabet) — город на севере Эритреи и центр одноимённого района.
Город стал местом крупного сражения (битва под Афабетом) в ходе войны Эритреи за независимость и до сих пор окружён окопами, но, в основном, был отстроен.